# 岩仲義治
岩仲 義治（いわなか よしはる、1892年（明治25年）12月3日 - 1947年（昭和22年）2月9日）は、日本の陸軍軍人。最終階級は陸軍中将。

## 経歴
鳥取県出身。鳥取中学校（現鳥取県立鳥取西高等学校）、大阪陸軍地方幼年学校、陸軍中央幼年学校を経て、1914年（大正3年）5月、陸軍士官学校（26期）を卒業。同年12月、歩兵少尉に任官し歩兵第40連隊付となる。1925年（大正14年）11月、陸軍大学校（37期）を卒業し歩兵第40連隊中隊長に就任した。
陸軍歩兵学校教官を経て、1927年（昭和2年）12月から1928年（昭和3年）4月まで、陸軍自動車学校で甲種学生として学んだ。以後、歩兵第59連隊大隊長、歩兵学校教官、教育総監部課員、第8師団参謀、第7師団参謀、陸軍戦車学校教官などを務め、1937年（昭和12年）8月、歩兵大佐に昇進。同年10月、戦車第1連隊長（戦車第1大隊長に充用）となり、1938年（昭和13年）7月、戦車第7連隊長に発令され日中戦争に出征。戦車学校幹事に転じ、1940年（昭和15年）8月、陸軍少将に昇進。同年12月、第1戦車団長（関東軍）となり、1941年（昭和16年）12月、千葉陸軍戦車学校長に就任。陸軍機甲本部付となり、1943年（昭和18年）10月、陸軍中将に進んだ。同年12月、戦車第2師団長に発令され満州勃利に赴任。その後、フィリピンの戦いに参戦し終戦を迎えた。1946年（昭和21年）7月に復員した。

## 栄典
- 1940年（昭和15年）11月10日 - 紀元二千六百年祝典記念章[5]